# Olga Kurylenko
Olga Kostyantynivna Kurylenko (tiếng Ukraina: Ольга Костянтинівна Куриленко; sinh ngày 14 tháng 11 năm 1979) là một nữ diễn viên và người mẫu người Pháp gốc Ukraina. Cô bắt đầu sự nghiệp diễn xuất của mình vào năm 2005, và và lần đầu tiên thành công với tư cách là một nữ diễn viên với vai diễn Nika Boronina trong bộ phim chuyển thể từ trò chơi điện tử Hitman (2007). Cô được biết đến với vai diễn Bond girl Camille Montes, bộ phim thứ 22 về James Bond, Quantum of Solace (2008) và với vai Taskmaster trong Black Widow (2021) và bộ phim sắp tới Thunderbolts (2024).
She tham gia các phim To the Wonder của Terrence Malick (2012), phim hài đen Seven Psychopaths của Martin McDonagh (2012), phim khoa học viễn tưởng Oblivion của Tom Cruise (2013), phim châm biếm chính trị The Death of Stalin của Armando Iannucci (2017), và The Man Who Killed Don Quixote của Terry Gilliam (2018).

## Tiểu sử
Kurylenko sinh ra ở Berdyansk, Ukraina Xô viết, Liên Xô. Cha cô, Konstantin, là người Ukraine, và mẹ cô, Marina Alyabusheva, dạy nghệ thuật và là một nghệ sĩ triển lãm, sinh ra ở Irkutsk Oblast, Nga, và là người Nga và tổ tiên là Belarus.
Cha mẹ cô ly hôn khi cô lên ba và cô được nuôi dưỡng bởi người mẹ đơn thân của mình. Kurylenko hiếm khi liên lạc với cha cô, gặp ông lần đầu tiên sau khi chia tay năm cô tám tuổi, và sau đó khi cô mười ba tuổi.

## Sự nghiệp

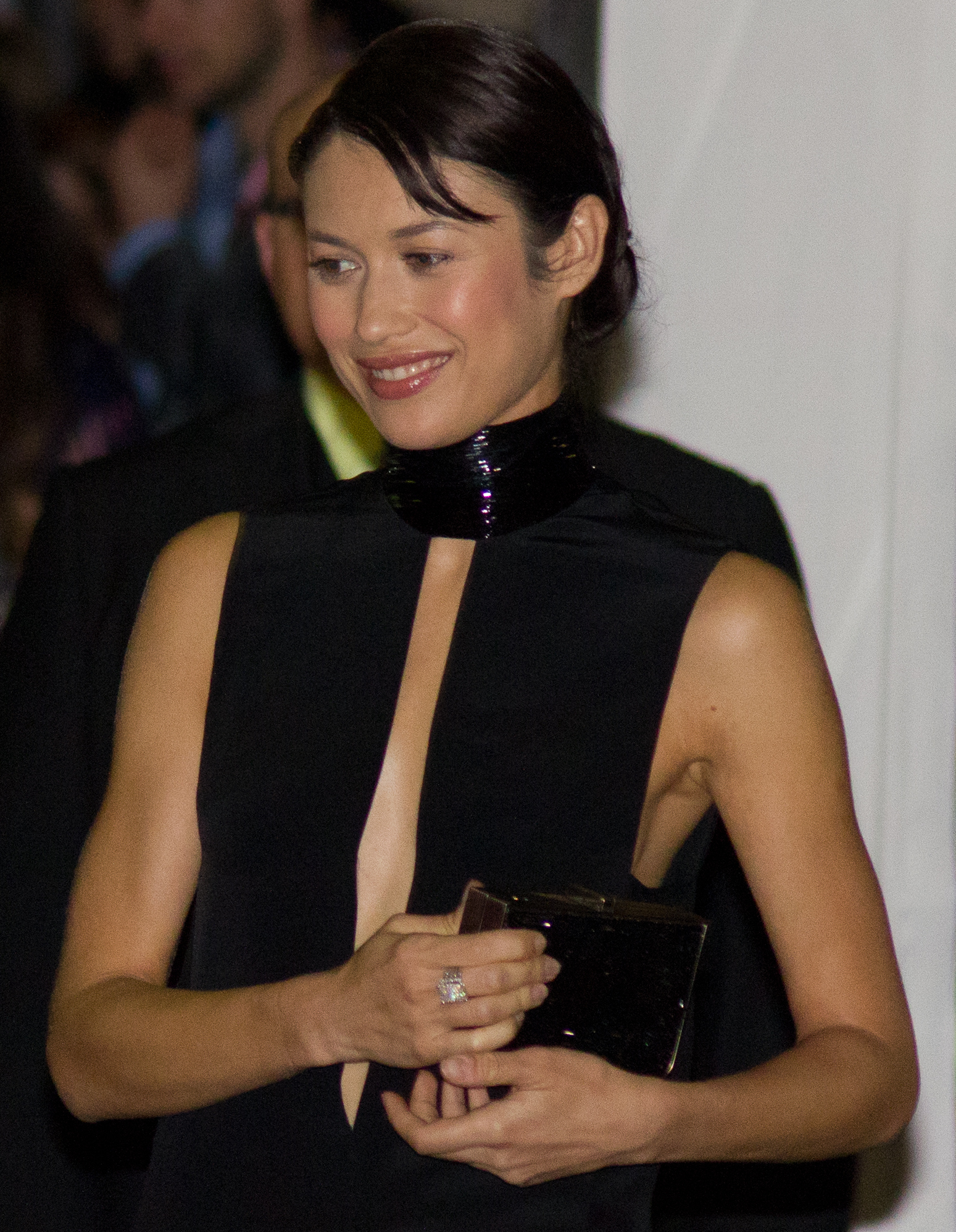
Kurylenko tại buổi ra mắt Liên hoan phim quốc tế Toronto 2012 của Seven Psychopaths.

Kurylenko chuyển từ quê hương Berdyansk đến Moscow năm 15. Năm 16 tuổi, cô chuyển đến Paris. Năm 1996, cô ký hợp đồng với công ty người mẫu Madison có trụ sở tại Paris, nơi cô gặp người công khai Valérie Rosen. Năm sau, khi 18 tuổi, cô đã xuất hiện trên trang bìa của các tạp chí Vogue và Elle. Trong khi làm người mẫu ở Paris, Kurylenko đã hỗ trợ mẹ cô ở Ukraine.
Cô cũng xuất hiện trên trang bìa của các tạp chí Madame Figaro và Marie Claire.  Cô trở thành gương mặt đại diện cho các thương hiệu Bebe , Clarins và Helena Rubinstein. Cô cũng đã làm người mẫu cho Roberto Cavalli và Kenzo và xuất hiện trong danh mục của Victoria's Secret.
Năm 1998, cô góp mặt trong video âm nhạc của ca sĩ Faudel theo phong cách Pháp-Algeria Raï mang tên "Tellement Je T'aime".
Một trong những lần đầu tiên cô tham gia diễn xuất là trong video âm nhạc của Seal , " Love's Divine " vào năm 2003, nhưng sự nghiệp điện ảnh của cô thực sự bắt đầu ở Pháp vào năm 2005.  Cô nhận được chứng nhận giải xuất sắc tại Brooklyn International 2006 Liên hoan phim cho màn trình diễn của cô trong L'Annulaire , và cũng đóng vai chính trong phân đoạn Paris, je t'aime " Quartier de la Madeleine " đối diện với Elijah Wood . Cùng năm đó, cô được chọn làm gương mặt đại diện cho nước hoa mới của Kenzo, Kenzo Amour .  Cô ấy đã xuất hiện trong tất cả Kenzo Amour tiếp theoquảng cáo.
Năm 2007, cô đóng vai chính trong Hitman cùng với Timothy Olyphant. Cô đã có một vai nhỏ trong Max Payne là Natasha. Cô đóng vai Bond girl Camille Montes trong bộ phim James Bond năm 2008, Quantum of Solace (sau khi đánh bại Gal Gadot trong buổi thử vai). Trong phim, cô đóng vai nhân viên Mật vụ Bolivia Camille Montes, người hợp tác với Bond để ngăn chặn một tổ chức khủng bố và trả thù cho cái chết của cha mẹ cô.
Cô đã được giới thiệu trên trang bìa của tạp chí Maxim ấn bản Hoa Kỳ số tháng 12 năm 2008  trên trang bìa của ấn bản tiếng Ukraina tháng 2 năm 2009 của tạp chí Maxim. Tại Ukraine, thị trưởng Berdyansk đề nghị đặt tên đường theo tên bà vào đầu năm 2008, [ cần dẫn nguồn ] và cô cùng mẹ gặp Đệ nhất phu nhân Ukraine Kateryna Yushchenko tại ngôi nhà nông thôn của gia đình Tổng thống Viktor Yushchenko.

## Đời tư
Kurylenko nhập quốc tịch Pháp vào năm 2001, mà cô gọi là "một quyết định thiết thực" vì việc đi lại bằng hộ chiếu Pháp mà không cần thị thực dễ dàng hơn, trái ngược với việc đi bằng hộ chiếu Ukraine. Cô kết hôn với nhiếp ảnh gia thời trang người Pháp Cedric van Mol vào năm 2000, nhưng cặp đôi ly hôn 4 năm sau đó. Cô kết hôn với doanh nhân phụ kiện điện thoại di động người Mỹ Damian Gabrielle vào năm 2006, nhưng cuộc hôn nhân đó đã kết thúc bằng ly hôn vào cuối năm 2007. Kurylenko chuyển đến London vào năm 2009.
Kurylenko và người bạn đời cũ của cô, nam diễn viên kiêm nhà văn người Anh Max Benitz, có một con trai chào đời vào tháng 10 năm 2015.
Vào ngày 15 tháng 3 năm 2020, Kurylenko thông báo rằng cô đã có kết quả xét nghiệm dương tính với COVID-19. Vào ngày 22 tháng 3, cô ấy nói rằng mình đã hoàn toàn bình phục.
Trong cuộc tấn công của Nga vào Ukraina 2022, một phần của chiến tranh Nga-Ukraina, cô đã bày tỏ sự ủng hộ đối với Ukraine.

## Danh sách phim

### Điện ảnh
| Năm  | Tiêu đề                            | Vai diễn                     | Đạo diễn                    | Ghi chú                              |
| ---- | ---------------------------------- | ---------------------------- | --------------------------- | ------------------------------------ |
| 2005 | L'Annulaire                        | Iris                         | Diane Bertrand              |                                      |
| 2006 | Paris, je t'aime                   | The Vampire                  | Vincenzo Natali             | Phân đoạn : Quartier de la Madeleine |
| 2006 | The Serpent                        | Sofia                        | Eric Barbier                |                                      |
| 2007 | Hitman                             | Nika Boronina                | Xavier Gens                 |                                      |
| 2008 | À l'est de moi                     | The Russian prostitute       | Bojena Horackova            |                                      |
| 2008 | Max Payne                          | Natasha Sax                  | John Moore                  |                                      |
| 2008 | Quantum of Solace                  | Camille Montes               | Marc Forster                |                                      |
| 2009 | Kirot (The Assassin Next Door)     | Galia                        | Danny Lerner                |                                      |
| 2010 | Centurion                          | Etain                        | Neil Marshall               |                                      |
| 2011 | There Be Dragons                   | Ildiko                       | Roland Joffé                |                                      |
| 2011 | Land of Oblivion                   | Anya                         | Michale Boganim             | Cũng là giám đốc sản xuất            |
| 2012 | Erased                             | Anna Brandt                  | Philipp Stölzl              |                                      |
| 2012 | To the Wonder                      | Marina                       | Terrence Malick             |                                      |
| 2012 | Seven Psychopaths                  | Angela                       | Martin McDonagh             |                                      |
| 2013 | Oblivion                           | Julia Rusakova Harper        | Joseph Kosinski             |                                      |
| 2014 | Vampire Academy                    | Ellen Kirova                 | Mark Waters                 |                                      |
| 2014 | The November Man                   | Alice Fournier/Mira Filipova | Roger Donaldson             |                                      |
| 2014 | The Water Diviner                  | Ayshe                        | Russell Crowe               |                                      |
| 2015 | A Perfect Day                      | Katya                        | Fernando León de Aranoa     |                                      |
| 2015 | Momentum                           | Alex Farraday                | Stephen S. Campanelli       |                                      |
| 2016 | The Correspondence                 | Amy                          | Giuseppe Tornatore          |                                      |
| 2017 | The Death of Stalin                | Maria Yudina                 | Armando Iannucci            |                                      |
| 2017 | Gun Shy                            | Sheila                       | Simon West                  |                                      |
| 2018 | Just a Breath Away (Dans la brume) | Anna                         | Daniel Roby                 |                                      |
| 2018 | The Man Who Killed Don Quixote     | Jacqui                       | Terry Gilliam               |                                      |
| 2018 | Mara                               | Kate Fuller                  | Clive Tonge                 |                                      |
| 2018 | Johnny English Strikes Again       | Ophelia                      | David Kerr                  |                                      |
| 2018 | The Emperor of Paris               | Baroness Roxane of Giverny   | Jean-François Richet        |                                      |
| 2019 | L'Intervention                     | Jane Anderson                | Fred Grivois                |                                      |
| 2019 | The Room                           | Kate                         | Christian Volckman          |                                      |
| 2019 | The Courier                        | The Courier                  | Zackary Adler               |                                      |
| 2019 | The Translators                    | Katerina Anisinova           | Regis Roinsard              |                                      |
| 2020 | The Bay of Silence                 | Rosalind                     | Paula van der Oest          |                                      |
| 2021 | Sentinelle                         | Klara                        | Julien Leclercq             |                                      |
| 2021 | Black Widow                        | Antonia Dreykov / Taskmaster | Cate Shortland              |                                      |
| 2022 | Vanishing                          | Alice                        | Denis Dercourt              | Korean-French Film                   |
| 2022 | White Elephant                     | Vanessa Flynn                | Jesse V. Johnson            |                                      |
| 2022 | The Princess                       | Kai                          | Le-Van Kiet                 |                                      |
| 2024 | Thunderbolts                       | Antonia Dreykov / Taskmaster | Jake Schreier               | In Production                        |
| TBA  | Empires of the Deep                |                              | Michael French Scott Miller | Post-production                      |

### Truyền hình
| Năm     | Tiêu đề                             | Vai diễn               | Đạo diễn                             | Ghi chú                                    |
| ------- | ----------------------------------- | ---------------------- | ------------------------------------ | ------------------------------------------ |
| 2001    | Largo Winch                         | Carole                 |                                      | TV series (1 Episode : "Contessa Vanessa") |
| 2006    | Le porte-bonheur                    | Sophia                 | Laurent Dussaux                      | TV movie                                   |
| 2007    | Suspectes                           | Eva Pirès              |                                      | TV miniseries (7 episodes)                 |
| 2010    | Tyranny                             | Mina Harud             | John Beck Hofmann                    | TV series (5 episodes); also writer        |
| 2012–13 | Magic City                          | Vera Evans             | Mainly Ed Bianchi Simon Cellan Jones | TV series (16 episodes)                    |
| 2014    | Mission Control                     | NASA broadcasting news | Will Ferrell                         | Episode 13: Go Home                        |
| 2020    | Wonderland, the girl from the shore | Alice                  | Hervé Hadmar                         | 6 episodes                                 |

## Giải thưởng và đề cử
| Năm  | Giải thưởng                          | Thể loại                      | Người nhận        | Kết quả   |
| ---- | ------------------------------------ | ----------------------------- | ----------------- | --------- |
| 2005 | Liên hoan phim quốc tế Brooklyn      | Diễn viên xuất sắc nhất       | L'Annulaire       | Đoạt giải |
| 2008 | Giải Saturn                          | Diễn vin phụ xuất sắc nhất    | Quantum of Solace | Đề cử     |
| 2009 | Giải Empire                          | Diễn viên chính xuất sắc nhất | Quantum of Solace | Đề cử     |
| 2012 | Boston Society of Film Critics Award | Dàn diễn viên xuất sắc nhất   | Seven Psychopaths | Đoạt giải |
| 2012 | San Diego Film Critics Society Award | Dàn diễn viên hay nhất        | Seven Psychopaths | Đề cử     |